# 3C 321
3C 321 — система из двух галактик, расположенных в созвездии Змея. Они примечательны тем, что показывают первую наблюдаемую галактику, поражающую другую галактику взрывом энергии, который, как предполагается, исходит от сверхмассивной чёрной дыры в центре бывшей галактики.
Более крупная галактика, которую астрономы НАСА назвали «Галактикой Звезды Смерти», имеет мощный «выброс», направленный на своего компаньона.

## Этимология
Название объекта «3C 273» состоит из двух значимых частей. Первая часть — «3C» — означает принадлежность объекта к Третьему Кембриджскому каталогу радиоисточников. Вторая часть — «273» — упорядоченный по прямому восхождению порядковый номер в каталоге.

## История

### Открытие
НАСА объявило об открытии галактической системы 18 декабря 2007 года. Наблюдение за огромной «струей» стало возможным благодаря совместным усилиям космических и наземных телескопов..

## Местоположение и инструменты наблюдения
Система расположена в созвездии Змея.
Инструменты обнаружения включали рентгеновскую обсерваторию НАСА «Чандра» , космический телескоп «Хаббл» , космический телескоп «Спитцер», «Very Large Array» и многоэлементную радиосвязанную сеть интерферометров.